# 老君坡镇
老君坡镇，是中华人民共和国甘肃省白银市会宁县下辖的一个乡镇级行政单位。
2015年，甘肃省民政厅批复同意撤销老君坡乡，设立老君坡镇。

## 行政区划
老君坡镇下辖以下地区：
老君坡村、雷保岔村、高石崖村、文家岔村、谢家岔村、阳赵村、窵岔村、谢家埂子村、方家坡村、河口村、沙家寨子村、柳家岔村和张家川村。